# Juan Camilo Roa
Camilo Roa Estrada (Sabanalarga, Atlántico, Colombia; 14 de noviembre de 1994) es un futbolista colombiano. Juega de centrocampista y su equipo actual es el Jaguares de Córdoba de la Categoría Primera A colombiana.
Es hermano del también futbolista Andrés Roa.

## Clubes
| Club                | País     | Año           | Partidos | Goles |
| ------------------- | -------- | ------------- | -------- | ----- |
| Uniautónoma         | Colombia | 2013 - 2014   | 1        | 0     |
| Cortuluá            | Colombia | 2015 - 2016   | 84       | 3     |
| Junior              | Colombia | 2017          | 7        | 0     |
| Jaguares de Córdoba | Colombia | 2018          | 42       | 3     |
| Cortuluá            | Colombia | 2019-2021     | 20       | 1     |
| Deportivo Pasto     | Colombia | 2022-presente | 3        | 0     |

## Palmarés

### Títulos nacionales
| Título              | Club        | País     | Temporada |
| ------------------- | ----------- | -------- | --------- |
| Categoría Primera B | Uniautónoma | Colombia | 2013      |
| Copa Colombia       | Junior      | Colombia | 2017      |